# Morschwiller-le-Bas
Morschwiller-le-Bas é uma comuna francesa na região administrativa de Grande Leste, no departamento Alto Reno. Estende-se por uma área de 7,55 km². Em 2010 a comuna tinha 3 814 habitantes (densidade: 505,2 hab./km²).